# George Hastings (1er comte de Huntingdon)
George Hastings, 1er comte de Huntingdon (1488-24 mars 1544) est un noble anglais.

## Famille
George Hastings, né en 1488 à Ashby-de-la-Zouch, est le fils d'Edward Hastings (2e baron Hastings), et de Mary Hungerford, fille et héritière de Sir Thomas Hungerford de Rowden, Wiltshire et d'Anne Percy, fille de Henry Percy (2e comte de Northumberland), et Eleanor Neville, fille de Ralph Neville (1er comte de Westmorland).

## Carrière
Hastings est créé chevalier du Bain en novembre 1501, et hérite du titre de son père entre le 4 et le 15 novembre 1506. En 1513, il sert dans l'armée du roi Henri VIII en France et est présent lorsque Thérouanne et Tournai sont prises par les forces anglaises. Il est présent à la rencontre de 1520 entre Henri VIII et François Ier de France maintenant connue sous le nom de Camp du Drap d'Or et lorsque Charles V, empereur du Saint Empire romain germanique, visite l'Angleterre en 1522.
Il est créé comte de Huntingdon le 8 décembre 1529. Le même jour, son fils aîné, François, obtient un siège au soi-disant Parlement de la Réforme. En 1536 il commande les forces qui répriment la rébellion appelée le Pèlerinage de Grâce.
Huntingdon est un ami proche du roi. Sa femme, Anne, est la maîtresse du roi en 1510, et peut-être jusqu'en 1513. Elle est ensuite poursuivie pour adultère avec un autre ami de son mari, William Compton.

## Mariage et descendance
George Hastings épouse, vers décembre 1509, Anne Stafford, veuve de Sir Walter Herbert (mort le 16 décembre 1507). Elle est la fille d'Henry Stafford (2e duc de Buckingham), et de Catherine Woodville, la fille de Richard Woodville (1er comte Rivers), et de Jacquette de Luxembourg, fille de Pierre de Luxembourg, comte de Saint-Pol.
George Hastings et Anne Stafford ont cinq fils et trois filles :
- Francis Hastings (2e comte de Huntingdon) (1514-25 janvier 1569). Père d'Henry Hastings (3e comte de Huntingdon) et George Hastings (4e comte de Huntingdon).
- Thomas Hastings. Marié à Winifred Pole, fille de Henry Pole (1er baron Montagu) et Jane Neville. Jane est la fille de George Nevill (5e baron Bergavenny) et de sa femme Margaret, fille de Hugh Fenn.
- Edward Hastings (1er baron Hastings de Loughborough).
- Henri Hastings.
- Guillaume Hastings.
- Dorothy Hastings, qui épouse Sir Richard Devereux, un fils de Walter Devereux (1er vicomte Hereford). Ils sont les parents de Walter Devereux (1er comte d'Essex).
- Mary Hastings, qui épouse Thomas Berkeley (6e baron Berkeley).
- Catherine Hastings.